# Impacto ambiental da guerra

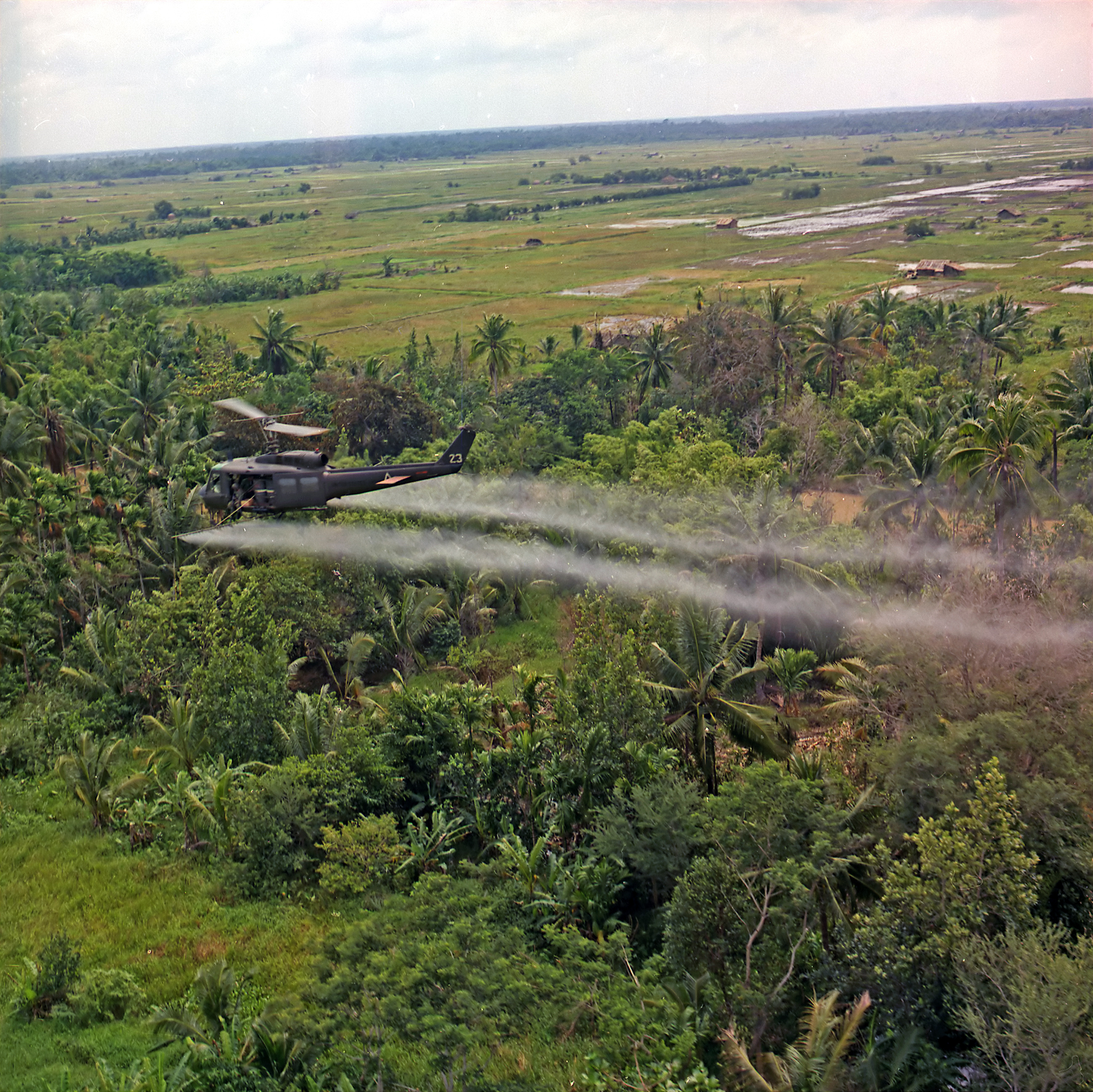
Agente Laranja, um herbicida, sendo pulverizado em uma fazenda durante a Guerra do Vietnã

O estudo do impacto ambiental da guerra tem seu foco na modernização da guerra e seus crescentes efeitos sobre o meio ambiente. Táticas de terra arrasada têm sido utilizadas durante grande parte da história registrada. No entanto, os métodos de guerra modernos causam uma devastação muito maior no meio ambiente. A progressão da guerra de armas químicas para de armas nucleares vem gerando cada vez mais estresse nos ecossistemas e no meio ambiente. Exemplos específicos do impacto ambiental da guerra incluem a Primeira Guerra Mundial, a Segunda Guerra Mundial, a Guerra do Vietnã, a Guerra Civil de Ruanda, a Guerra do Kosovo e a Guerra do Golfo.

## Eventos históricos

### Vietnã

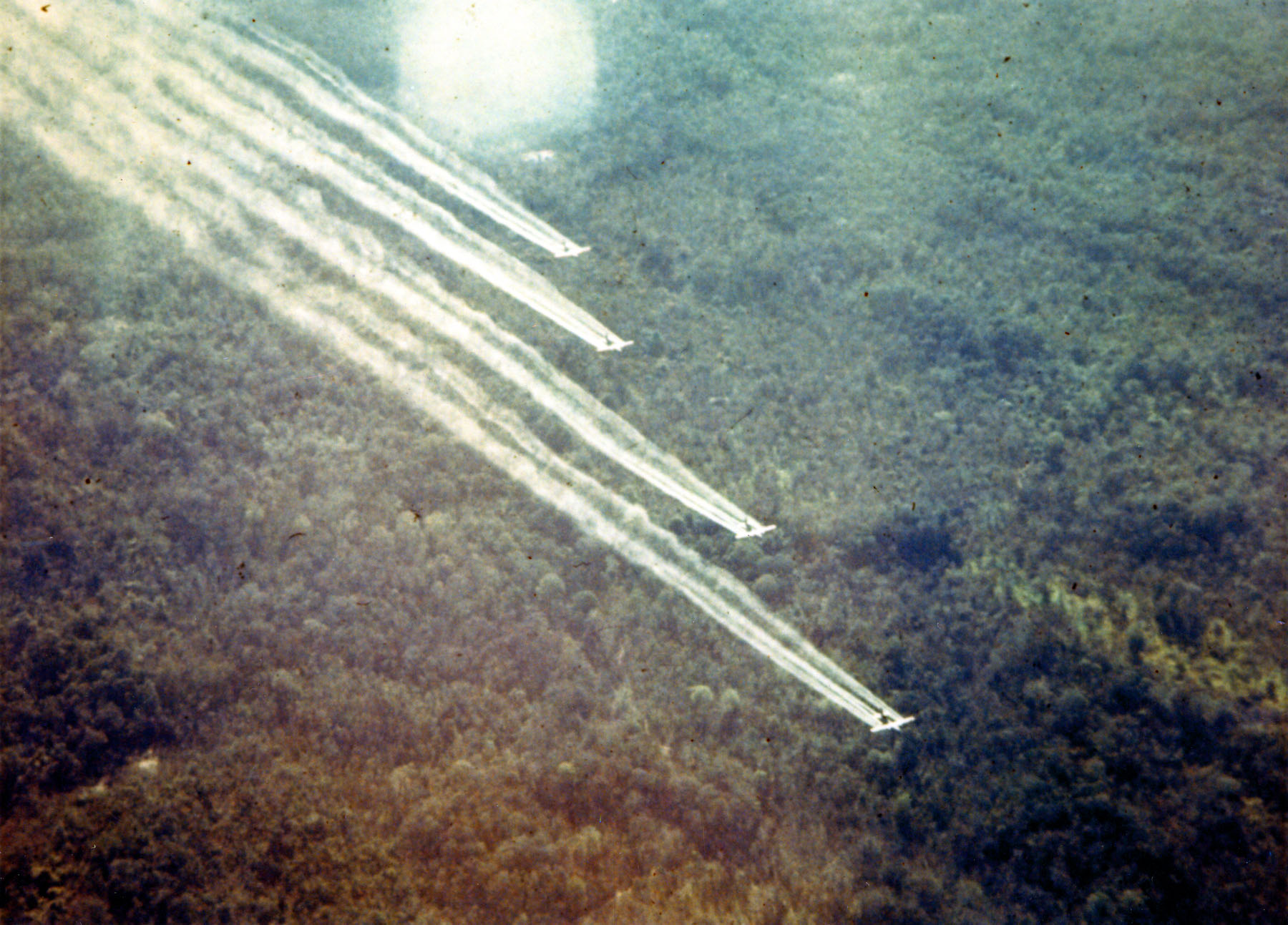
Defoliant spray run, part of Operation Ranch Hand, during the Vietnam War by UC-123B Provider aircraft

A Guerra do Vietnã teve implicações ambientais significativas devido a agentes químicos que foram usados para destruir a vegetação com significância militar. O lado vietnamita encontrou vantagem em permanecer invisível, misturando-se à população civil ou protegendo-se na vegetação densa e em exércitos opostos que visavam os ecossistemas naturais. Os militares dos EUA usaram “mais de 20 milhões de galões de herbicidas [...] para devastar florestas, limpar seu crescimento ao longo das fronteiras de campos militares e eliminar as colheitas inimigas." Os agentes químicos deram aos EUA vantagem em seus esforços de guerra. No entanto, a vegetação não conseguiu se regenerar e deixou para trás planícies de maré descobertas que continuaram a existir anos após a pulverização. Não apenas a vegetação foi afetada mas também a vida animal: "um estudo feito em meados dos anos 1980 feito por ecologistas vietnamitas documentou a existência de apenas 24 espécies de pássaros e 5 espécies de mamíferos presentes nas florestas pulverizadas e áreas convertidas, comparadas às 145-170 espécies de pássaros e 30-55 tipos de mamíferos das florestas intactas". Os efeitos incertos de longo prazo desses herbicidas estão sendo descobertos agora observando os padrões de distribuição de espécies modificadas por meio da degradação e perda de habitat em sistemas de zonas úmidas, que absorveram o escoamento do continente.

### Continente africano
África adentro, a guerra se fez um fator de grande impacto no declínio de populações de vida animal dentro de parques nacionais e outras áreas protegidas. Contudo, um número crescente de iniciativas de restauração ecológica, incluindo o Parque Nacional de Akagera em Ruanda e o Parque Nacional da Gorongosa em Moçambique, tem mostrado que populações de vida selvagem e o ecossistema como um todo podem ser reabilitados com sucesso mesmo após conflitos devastadores. Especialistas têm enfatizado que a solução dos problemas sociais, econômicos e políticos é essencial para o sucesso de tais esforços.

#### Ruanda
O genocídio de Ruanda levou à morte de cerca de 800.000 tutsis e hutus moderados. A guerra criou uma migração massiva de aproximadamente 2 milhões de hutus fugindo de Ruanda ao longo de apenas algumas semanas para campos de refugiados na Tanzânia e, agora, para a moderna República Democrática do Congo. Esse grande deslocamento de pessoas em campos de refugiados pressiona o ecossistema ao redor. As florestas foram derrubadas para fornecer madeira para a construção de abrigos e fogueiras para cozinhar: “essas pessoas sofreram com condições adversas e constituíram uma importante ameaça ao impacto dos recursos naturais.” As consequências do conflito também incluíram a degradação de Parques Nacionais e Reservas. Outro grande problema foi que a queda populacional em Ruanda transferiu pessoal e capital para outras partes do país, dificultando assim a proteção da vida selvagem.

### Segunda Guerra Mundial
A Segunda Guerra Mundial (II GM) impulsionou um grande incremento na produção, militarizou a produção e o transporte de mercadorias e introduziu muitas novas consequências ambientais, que ainda podem ser vistas hoje. A Segunda Guerra Mundial foi abrangente em sua destruição de humanos, animais e materiais. Os efeitos pós-guerra da Segunda Guerra Mundial, tanto ecológicos quanto sociais, ainda são visíveis décadas após o fim do conflito.
Durante a Segunda Guerra Mundial, novas tecnologias foram usadas para criar aeronaves, que eram usadas para realizar ataques aéreos. Durante a guerra, as aeronaves foram usadas para transportar recursos de e para diferentes bases militares e lançar bombas em alvos inimigos, neutros e amigos. Essas atividades danificaram habitats.
De forma similar à vida selvagem, os ecossistemas também sofrem com a poluição sonora produzida por aeronaves militares. Durante a Segunda Guerra Mundial, as aeronaves atuaram como um vetor para o transporte de espécies exóticas, por meio das quais ervas daninhas e espécies cultivadas foram trazidas para os ecossistemas das ilhas oceânicas por meio de pistas de pouso de aeronaves que foram usadas como estações de reabastecimento e preparação durante as operações no teatro do Pacífico. Antes da guerra, as ilhas isoladas da Europa eram habitadas por um grande número de espécies endêmicas. Durante a Segunda Guerra Mundial, a guerra aérea teve uma enorme influência na dinâmica populacional flutuante.
Em agosto de 1945, depois de lutar na Segunda Guerra Mundial por quase quatro anos, os Estados Unidos da América lançaram uma bomba atômica sobre a cidade de Hiroshima, no Japão. Cerca de 70.000 pessoas morreram nos primeiros nove segundos após o bombardeio de Hiroshima, o que foi comparável ao número de mortos que resultou do devastador ataque aéreo da Operação Meetinghouse sobre Tóquio. Três dias após o bombardeio de Hiroshima, os Estados Unidos lançaram uma segunda bomba atômica na cidade industrial de Nagasaki, matando instantaneamente 35.000 pessoas. As armas nucleares liberaram níveis catastróficos de energia e partículas radioativas. Depois que as bombas foram detonadas, as temperaturas atingiram cerca de 3980 °C / 7200 °F. Com temperaturas tão altas, toda a flora e fauna foram destruídas junto com a infraestrutura e vidas humanas nas zonas de impacto. As partículas radioativas que foram liberadas resultaram na contaminação generalizada da terra e da água. As explosões iniciais aumentaram a temperatura da superfície e criaram ventos esmagadores, destruindo árvores e edifícios em seu caminho.
As florestas europeias sofreram impactos traumáticos resultantes dos combates durante a guerra. Atrás das zonas de combate, a madeira das árvores derrubadas foi retirada para abrir caminho para os combates. As florestas destruídas nas zonas de batalha enfrentaram exploração.
O uso de produtos químicos altamente perigosos foi iniciado durante a Segunda Guerra Mundial. Os efeitos de longo prazo dos produtos químicos resultam tanto de sua persistência potencial quanto do programa de descarte insatisfatório das nações com armas armazenadas. Durante a Primeira Guerra Mundial (I GM), químicos alemães desenvolveram o gás cloro e o gás mostarda. O desenvolvimento desses gases levou a muitas baixas e as terras foram envenenadas dentro e perto dos campos de batalha.
Mais tarde, na Segunda Guerra Mundial, os químicos desenvolveram bombas químicas ainda mais nocivas, que eram embaladas em barris e depositadas diretamente nos oceanos. O descarte de produtos químicos no oceano leva ao risco de corrosão dos contêineres de base metálica e lixiviação do conteúdo químico da embarcação no oceano. Através do descarte químico no oceano, os contaminantes podem se espalhar pelos vários componentes dos ecossistemas danificando os ecossistemas marinhos e terrestres.
Os ecossistemas marinhos durante a Segunda Guerra Mundial foram danificados não apenas por contaminantes químicos, mas também por destroços de navios de guerra, que vazaram óleo na água. A contaminação por óleo no Oceano Atlântico devido a naufrágios da Segunda Guerra Mundial é estimada em mais de 15 milhões de toneladas. Derramamentos de óleo são difíceis de limpar e levam muitos anos para serem limpos. Até hoje, vestígios de petróleo ainda podem ser encontrados no Oceano Atlântico a partir dos naufrágios ocorridos durante a Segunda Guerra Mundial.
O uso de produtos químicos durante a guerra ajudou a aumentar a escala das indústrias químicas e também ajudou a mostrar ao governo o valor da pesquisa científica. O desenvolvimento da pesquisa química durante a guerra também levou ao desenvolvimento pós-guerra de pesticidas agrícolas. A criação de pesticidas foi uma vantagem para os anos após a guerra.
Os impactos ambientais da Segunda Guerra Mundial foram muito drásticos, o que permitiu que fossem vistos na Guerra Fria e sejam vistos hoje. Os impactos de conflitos, contaminações químicas e guerra aérea contribuem para a redução da população da flora e fauna globais, bem como uma redução na diversidade de espécies.
Em 1946, na zona estadunidense da Alemanha, os militares dos Estados Unidos aconselharam o governo a preparar acomodações e empregos para as pessoas que foram bombardeadas para fora de suas cidades. A resposta foi um programa especial de jardinagem que forneceria novas terras para as pessoas viverem. Isso incluía também terras para fornecer os alimentos necessários para as pessoas. As florestas foram então pesquisadas em busca de solo bom que fosse adequado para a produção agrícola. Isso significava que a floresta seria derrubada para dar lugar a fazendas e moradias. O programa florestal seria usado para explorar as florestas da Alemanha para recursos futuros bem como controlar o potencial de guerra da Alemanha. Neste programa cerca de 23.500.000 metros de madeira foram produzidos a partir das florestas.
O alumínio foi um dos maiores recursos afetados pela Segunda Guerra Mundial. A bauxita, um minério de alumínio e o mineral criolita eram essenciais, além de exigir grandes quantidades de energia elétrica.

### Guerra do Golfo e Guerra do Iraque
Durante a Guerra do Golfo de 1991, os incêndios petrolíferos no Kuwait foram resultado da política de terra arrasada das forças iraquianas que se retiraram do Kuwait. O derramamento de petróleo da Guerra do Golfo, considerado o pior derramamento de petróleo da história, foi causado quando as forças iraquianas abriram válvulas no terminal de petróleo de Sea Island e despejaram petróleo de muitos navios-tanque no Golfo Pérsico. Petróleo também foi despejado no meio do deserto.
Pouco antes da Guerra do Iraque de 2003, o Iraque também incendiou vários campos de petróleo.
Alguns militares americanos reclamaram ter tido síndrome da Guerra do Golfo, caracterizada por sintomas como distúrbios do sistema imunológico e doenças congênitas em seus filhos. Se é devido ao tempo gasto no serviço ativo durante a guerra ou por outros motivos, é algo que permanece controverso.

### Outros exemplos
- Inundação do Rio Amarelo em 1938, criada pelo governo Nacionalista na China Central durante os estágios iniciais da Segunda Guerra Sino-Japonesa em uma tentativa de deter o rápido avanço das forças japonesas. Foi chamado de "o maior ato de guerra ambiental da história".
- Dique de Beaufort, usado como depósito de bombas.
- Derramamento de petróleo da Estação de Energia de Jiyeh, bombardeado pela Força Aérea de Israel durante o conflito Israel-Líbano de 2006.
- Formerly Used Defense Sites, um programa militar dos EUA responsável por restauração ambiental.
- Plano K5, uma tentativa do governo da República Popular do Kampuchea de fechar as rotas de infiltração da guerrilha do Quemer Vermelho no Camboja entre 1985 e 1989, resultando em degradação ambiental.
- Intervenção liderada pela Arábia Saudita no Iêmen, uma intervenção em uma guerra civil no Oriente Médio, interrompeu o nexo de água-energia-segurança alimentar em um país já pobre em recursos. A guerra e o conflito levaram à contaminação da água e das terras agrícolas.[17]

## Perigos ambientais
Recursos são uma fonte importante de conflito entre as nações: "depois do fim da Guerra Fria em particular, muitos sugeriram que a degradação ambiental iria exacerbar a escassez e se tornar uma fonte adicional de conflito armado." A sobrevivência de uma nação depende de recursos do ambiente. Os recursos que são uma fonte de conflito armado incluem território, matérias-primas estratégicas, fontes de energia, água e alimentos. A fim de manter a estabilidade dos recursos, a guerra química e nuclear tem sido usada pelas nações para proteger ou extrair recursos e durante conflitos. Esses agentes de guerra têm sido usados com frequência: "cerca de 125.000 toneladas de agente químico foram empregadas durante a Primeira Guerra Mundial e cerca de 96.000 toneladas durante o conflito do Vietnã." O gás nervoso, também conhecido como anticolinesterase organofosforada, foi usado em níveis letais contra seres humanos e destruiu um grande número de populações de vertebrados e invertebrados não humanos. Contudo, a vegetação contaminada teria sido poupada, em geral, e só representaria uma ameaça para os herbívoros. O resultado das inovações na guerra química levou a uma ampla gama de diferentes produtos químicos para guerra e uso doméstico, mas também resultou em danos ambientais imprevistos.
A progressão da guerra e seus efeitos sobre o meio ambiente continuaram com a invenção das armas de destruição em massa. Enquanto hoje, as armas de destruição em massa atuam como dissuasores, o uso de armas de destruição em massa durante a Segunda Guerra Mundial criou uma destruição ambiental significativa. Além da grande perda de vidas humanas, “os recursos naturais são geralmente os primeiros a sofrer: florestas e animais selvagens são exterminados.” A guerra nuclear impõe efeitos diretos e indiretos sobre o meio ambiente. A destruição física pela explosão ou pelo dano biosférico devido à radiação ionizante ou radiotoxicidade afeta diretamente os ecossistemas dentro do raio da explosão. Além disso, os distúrbios atmosféricos ou geosféricos causados pelas armas podem levar a mudanças de tempo e climáticas.

### Agente Laranja
O Agente Laranja foi um dos herbicidas e desfolhantes usados por militares britânicos durante a Emergência Malaia e pelos militares dos EUA em seu programa de guerra herbicida, Operação Ranch Hand, durante a Guerra do Vietnã. Estima-se que 21.136.000 gal. (80.000 m³) de Agente Laranja foram pulverizados em todo o Vietnã do Sul, expondo 4,8 milhões de vietnamitas ao Agente Laranja, resultando em 400.000 mortes e deficiências e 500.000 crianças nascidas com defeitos congênitos. Muitos funcionários da Commonwealth que manusearam e/ou usaram o Agente Laranja durante e décadas após o conflito malaio de 1948-1960 sofreram séria exposição à dioxina. O Agente Laranja também causou erosão do solo em áreas da Malásia. Estima-se que 10.000 civis e insurgentes na Malásia também sofreram com os efeitos dos desfolhantes, embora muitos historiadores concordem que provavelmente foram mais de 10.000, dado que o Agente Laranja foi usado em larga escala na Emergência Malaia e, ao contrário dos EUA, o governo britânico manipulou o números e manteve sua implantação em segredo com medo de uma reação negativa de nações estrangeiras.

### Testes de armamento nuclear
Testes de armamentos nucleares foram realizados em vários lugares, incluindo no Atol de Bikini, nos Campos de Provas do Pacífico das Ilhas Marshall, em Novo México nos EUA, no Atol de Mururoa, na Maralinga na Austrália e na Novaya Zemlya na antiga União Soviética, entre outros.
Downwinders são indivíduos e comunidades que foram expostos a contaminação radioativa e/ou precipitação nuclear de testes de armas nucleares atmosféricas e/ou subterrâneas e acidentes nucleares.

### Estrôncio-90
O governo dos Estados Unidos estudou os efeitos pós-guerra do Estrôncio-90, um isótopo radioativo encontrado em precipitações nucleares. A Comissão de Energia Atômica descobriu que “o Sr-90, que é quimicamente semelhante ao cálcio, pode se acumular nos ossos e possivelmente levar ao câncer”. O Sr-90 encontrou seu caminho para os seres humanos através da cadeia alimentar ecológica como precipitação no solo, foi captado pelas plantas, ainda mais concentrado em animais herbívoros e, eventualmente, consumido pelos seres humanos.

### Munições de urânio empobrecido
O uso de urânio empobrecido em munições é controverso devido a inúmeras questões sobre os potenciais efeitos a longo prazo na saúde. O funcionamento normal dos rins, cérebro, fígado, coração e vários outros sistemas pode ser afetado pela exposição ao urânio, pois além de ser fracamente radioativo, o urânio é um metal tóxico. Permanece fracamente radioativo por causa de sua longa meia-vida. O aerossol produzido durante o impacto e a combustão de munições de urânio empobrecido pode potencialmente contaminar amplas áreas ao redor dos locais de impacto ou pode ser inalado por civis e militares. Em um período de três semanas de conflito no Iraque em 2003, estimou-se que mais de 1.000 toneladas de munições de urânio empobrecido foram usadas principalmente nas cidades. O Departamento de Defesa dos EUA afirma que nenhum tipo de câncer humano foi visto como resultado da exposição ao urânio natural ou empobrecido.
No entanto, os estudos do Departamento de Defesa dos EUA usando células cultivadas e roedores de laboratório continuam a sugerir a possibilidade de efeitos leucemogênicos, genéticos, reprodutivos e neurológicos decorrentes de exposição crônica.
Além disso, o Serviço do Tribunal de Apelação de Pensões do Reino Unido no início de 2004 atribuiu as alegações de doença congênita de um veterano de combate da Guerra do Golfo em fevereiro de 1991 ao envenenamento por urânio empobrecido.  Além disso, uma revisão epidemiológica de 2005 concluiu: "Em conjunto, as evidências epidemiológicas humanas são consistentes com o aumento do risco de patologias congênitas em descendentes de pessoas expostas ao urânio empobrecido."

### Uso de combustíveis fósseis
Com o alto grau de mecanização militar são utilizadas grandes quantidades de combustíveis fósseis. Os combustíveis fósseis são um dos principais contribuidores para o aquecimento global e as mudanças climáticas, questões de preocupação crescente. O acesso aos recursos petrolíferos também é um fator para instigar a guerras.
O Departamento de Defesa dos Estados Unidos (DoD) é o órgão governamental com o maior uso de combustível fóssil no mundo. De acordo com o 2005 CIA World Factbook, quando comparado com o consumo por país, o DoD ficaria em 34º lugar no mundo em uso médio diário de petróleo, ficando logo atrás do Iraque e logo à frente da Suécia.

### Incineração de rejeitos
Nas bases dos EUA durante as guerras do século 21 no Iraque e no Afeganistão, dejetos humanos foram queimados a céu aberto junto com munições, plástico, eletrônicos, tinta e outros produtos químicos. Suspeita-se que a fumaça carcinógena tenha ferido alguns soldados expostos a ela.

### Inundações intencionais
A inundação pode ser usada como política de terra arrasada por meio do uso de água para tornar a terra inutilizável. Também pode ser usado para impedir o movimento de combatentes inimigos. Durante a Segunda Guerra Sino-Japonesa, diques nos rios Amarelo e Yangtze foram rompidos para deter o avanço das forças japonesas. Durante o Cerco de Leiden em 1573, os diques foram rompidos para deter o avanço das forças espanholas. Durante a Operação Chastise, ocorrida na Segunda Guerra Mundial, as barragens dos rios Eder e Sorpe na Alemanha foram bombardeadas pela Royal Air Force, inundando uma grande área e interrompendo a fabricação industrial usada pelos alemães nos esforços de guerra.

## Militarismo e o meio ambiente
A segurança humana esteve tradicionalmente ligada exclusivamente às atividades militares e de defesa. Acadêmicos e instituições como o Gabinete Internacional Permanente para a Paz estão cada vez mais pedindo uma abordagem mais holística para a segurança, particularmente incluindo uma ênfase nas interconexões e interdependências que existem entre humanos e o meio ambiente. A atividade militar tem impactos significativos no meio ambiente. Não apenas a guerra pode ser destrutiva para o socioambiente, mas as atividades militares produzem grandes quantidades de gases de efeito estufa (que contribuem para a mudança climática antropogênica), poluição e esgotamento de recursos, dentre outros impactos ambientais.

### Emissão de gases do efeito estufa e poluição
Muitos estudos têm encontrado uma forte correlação positiva entre gastos militares e aumento das emissões de gases de efeito estufa, com o impacto dos gastos militares nas emissões de carbono sendo mais pronunciado para os países do Norte Global (ou seja: países desenvolvidos da OCDE). Conformemente, estima-se que os militares dos EUA sejam o maior consumidor de combustíveis fósseis do mundo.
Além disso, as atividades militares envolvem altas emissões de poluição. A diretora de meio ambiente, segurança e saúde ocupacional do Pentágono, Maureen Sullivan, afirmou que eles trabalham com aproximadamente 39.000 campos contaminados. De fato, os militares dos EUA também são considerados um dos maiores geradores de poluição do mundo. Combinadas, as cinco principais empresas químicas dos EUA produzem apenas um quinto das toxinas produzidas pelo Pentágono. No Canadá, o Departamento de Defesa Nacional admite prontamente que é o maior consumidor de energia do governo do Canadá e um consumidor de “altos volumes de materiais perigosos”.
A poluição militar é uma ocorrência mundial. Forças armadas de todo o mundo foram responsáveis pela emissão de dois terços dos clorofluorcarbonos (CFCs) que foram proibidos no Protocolo de Montreal de 1987 por causar danos à camada de ozônio. Não apenas, acidentes navais durante a Guerra Fria jogaram no mínimo 50 ogivas nucleares e 11 reatores nucleares no oceano, os quais permanecem em suas profundezas.

### Uso de terras e recursos
As necessidades militares de uso da terra (como para bases, treinamento, armazenamento etc.) muitas vezes deslocam as pessoas de suas propriedades e casas. A atividade militar usa solventes, combustíveis e outros produtos químicos tóxicos os quais podem liberar toxinas no meio ambiente que permanecem lá por décadas e até séculos. Além disso, veículos militares pesados podem causar danos ao solo e à infraestrutura. A poluição sonora causada por militares também pode diminuir a qualidade de vida das comunidades próximas, bem como sua capacidade de criar ou caçar animais para a própria sustentação. Os defensores levantam preocupações sobre o racismo ambiental e/ou injustiça ambiental, pois são as comunidades amplamente marginalizadas as que são deslocadas e/ou afetadas.
Militares também são altamente intensivos em recursos. Armas e equipamentos militares constituem o segundo maior setor de comércio internacional. O Gabinete Internacional Permanente para a Paz afirma que mais de cinquenta por cento dos helicópteros no mundo são para uso militar, e aproximadamente vinte e cinco por cento do consumo de combustível de aviação é por veículos militares. Esses veículos também são extremamente ineficientes, intensivos em carbono e emitem emissões mais tóxicas que as de outros veículos.

### Respostas de ativistas
O financiamento militar é, atualmente, mais alto do que nunca, e ativistas estão preocupados com as implicações para as emissões de gases de efeito estufa e mudanças climáticas. Eles defendem a desmilitarização, citando as altas emissões de gases de efeito estufa e apoiam o redirecionamento desses fundos para a ação climática. Atualmente, o mundo gasta cerca de 2,2% do PIB global em financiamento militar de acordo com o Banco Mundial. Estima-se que custaria aproximadamente um por cento do PIB global anualmente até 2030 para reverter a crise climática. Além disso, os ativistas enfatizam a necessidade de prevenção e evitar limpezas dispendiosas. Atualmente, a despesa para limpar campos militares contaminados é de pelo menos US$ 500 bilhões. Por fim, ativistas apontam para questões sociais como a pobreza extrema e defendem que mais recursos sejam redirecionados das despesas militares para essas causas.
Os grupos que trabalham pela desmilitarização e pela paz incluem o Gabinete Internacional Permanente para a Paz, a Canadian Voice of Women for Peace, o Instituto Rideau, Ceasefire.ca, a Project Ploughshares e a Codepink. Veja a Lista de organizações anti-guerra para mais grupos.

### Efeitos militares positivos no meio ambiente
Existem exemplos ao redor do mundo de forças armadas nacionais auxiliando na gestão e conservação da terra. Por exemplo, em Bhuj, Índia, forças militares estacionadas ali ajudaram a reflorestar a área; no Paquistão, o Exército participou do tsunami de bilhões de árvores, trabalhando com civis para reflorestar terras em KPK e Punjab; na Venezuela, faz parte das responsabilidades da Guarda Nacional proteger os recursos naturais. Além disso, o endosso militar de tecnologia ambientalmente amigável, como energia renovável, pode ter o potencial de gerar apoio público para essas tecnologias. Por fim, certas tecnologias militares como GPS e drones estão ajudando cientistas ambientais, conservacionistas, ecologistas e ecologistas de restauração a conduzir melhores pesquisas, monitoramento e remediação.